# Sint-Jozefskerk (Keiberg)

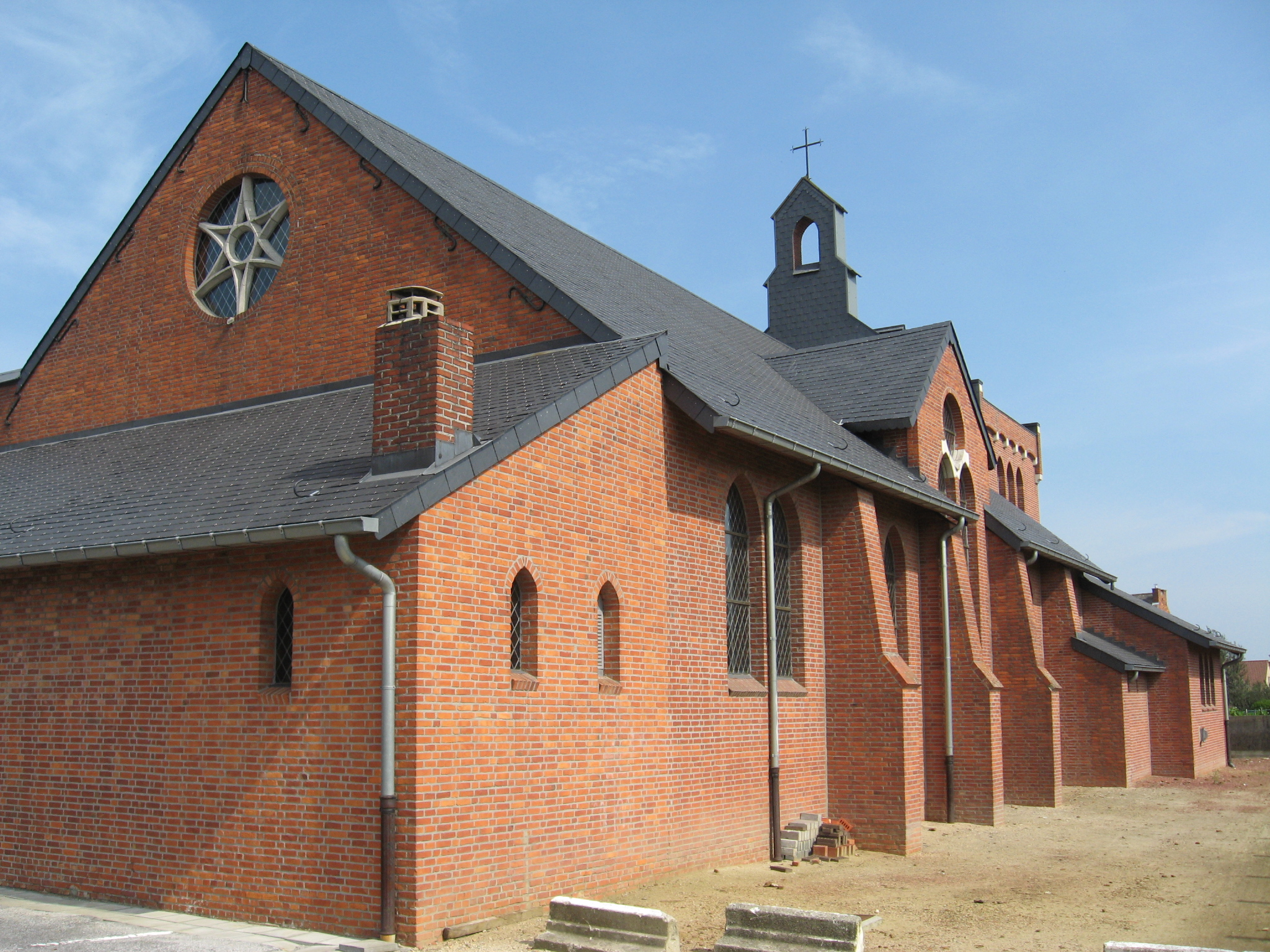
Sint-Jozefskerk

De Sint-Jozefskerk is de voormalige parochiekerk van de tot de Vlaams-Brabantse gemeente Scherpenheuvel-Zichem behorende plaats Keiberg, gelegen aan de Lobbensestraat 116.
De kerk werd in 1937 ontworpen door Schellekens en in 1939 werd begonnen met de bouw. Door de uitbraak van de Tweede Wereldoorlog werd de bouw vertraagd maar in 1942 kwam de kerk gereed. In 1950 werd een oorlogsmonument bij de kerk onthuld. In 1955 werd de kerk verheven tot parochiekerk. In 1981 werd ook een toren bijgebouwd. Hierin bevindt zich de Onze-Lieve-Vrouweklok van 1849, die afkomstig is uit de Basiliek van Onze-Lieve-Vrouw van Scherpenheuvel. De andere klok is de Sint-Jozefsklok.
De kerk is gebouwd in de stijl van de moderne gotiek.